# Maison Adenauer (Rhöndorf)

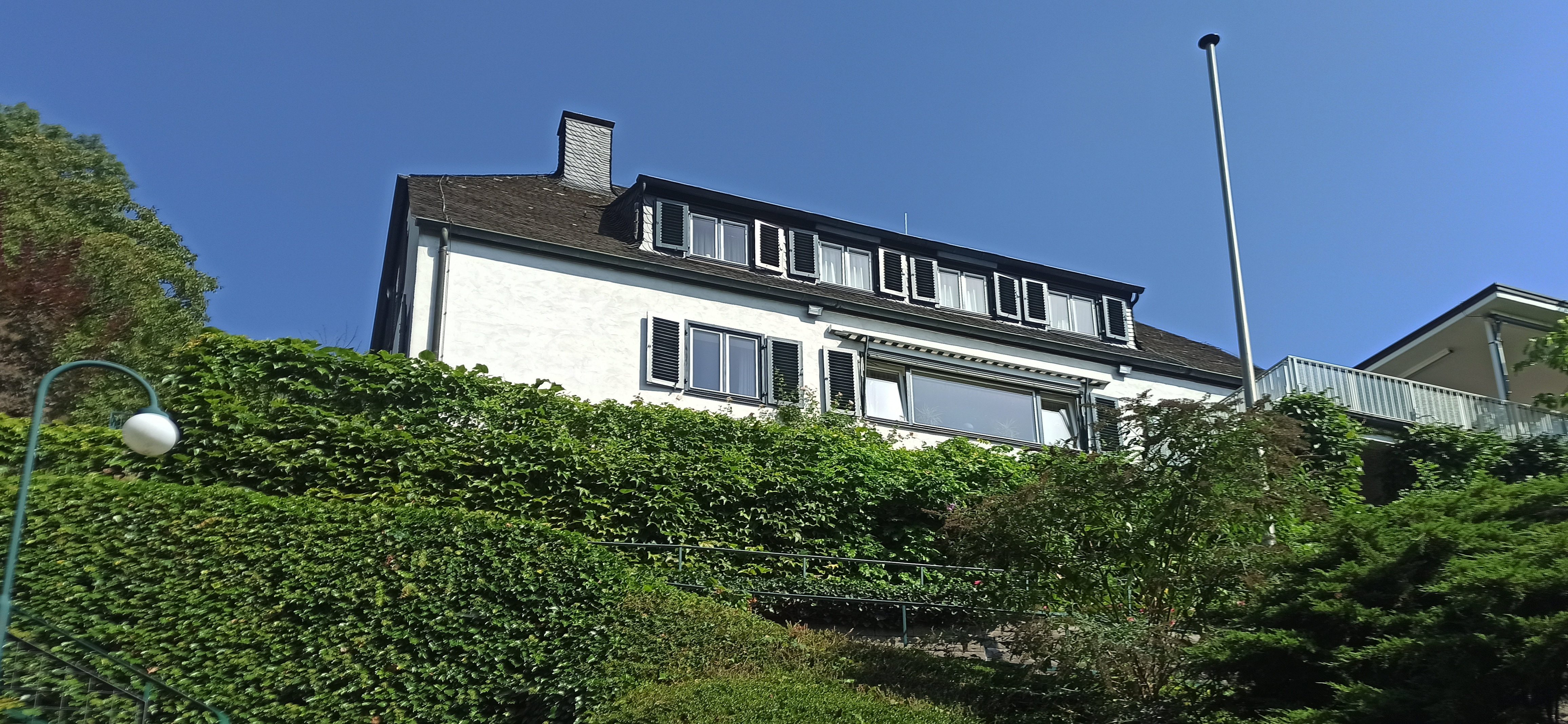
Maison Adenauer à Rhöndorf

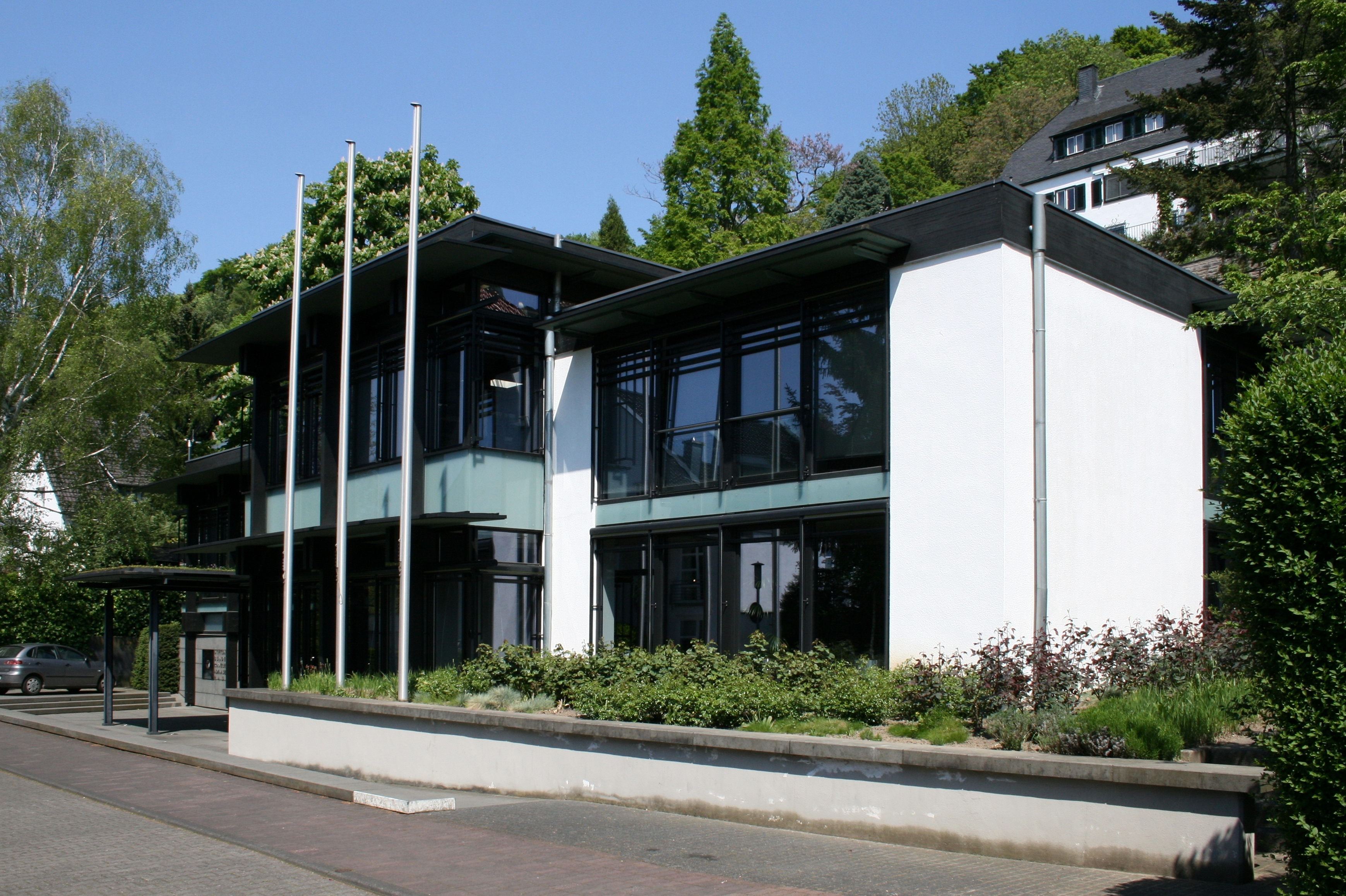
Musée avec exposition permanente. Maison Adenauer sur la colline en haut à droite

La maison Adenauer fut le domicile de Konrad Adenauer, premier chancelier de la République Fédérale d’Allemagne. La bâtisse est située sur les hauteurs de Rhöndorf, un quartier de Bad Honnef près de Bonn.
C'est aujourd'hui un lieu de mémoire incluant un musée qui fut construit en bas de la colline. Y sont exposés des objets de la vie et de l’œuvre de cet homme d’état, puis des éléments relatant les premières années de la jeune République Fédérale. La gestion du lieu est assurée par la fondation Stiftung Bundeskanzler-Adenauer-Haus.

## Situation géographique
L'ancienne maison d'Adenauer se trouve à Rhöndorf, sur un flanc de colline de Knelingshardt, à 85-90 m d'altitude. L’endroit offre une vue sur la vallée du Rhin ainsi que sur le rocher du Drachenfels. Après la mort d'Adenauer, la rue Zennigsweg d’alors, en contrebas de la maison, fut rebaptisée en Konrad-Adenauer-Straße. C’est aujourd‘hui un des sites les plus visités dans cette région du Siebengebirge.

## Histoire

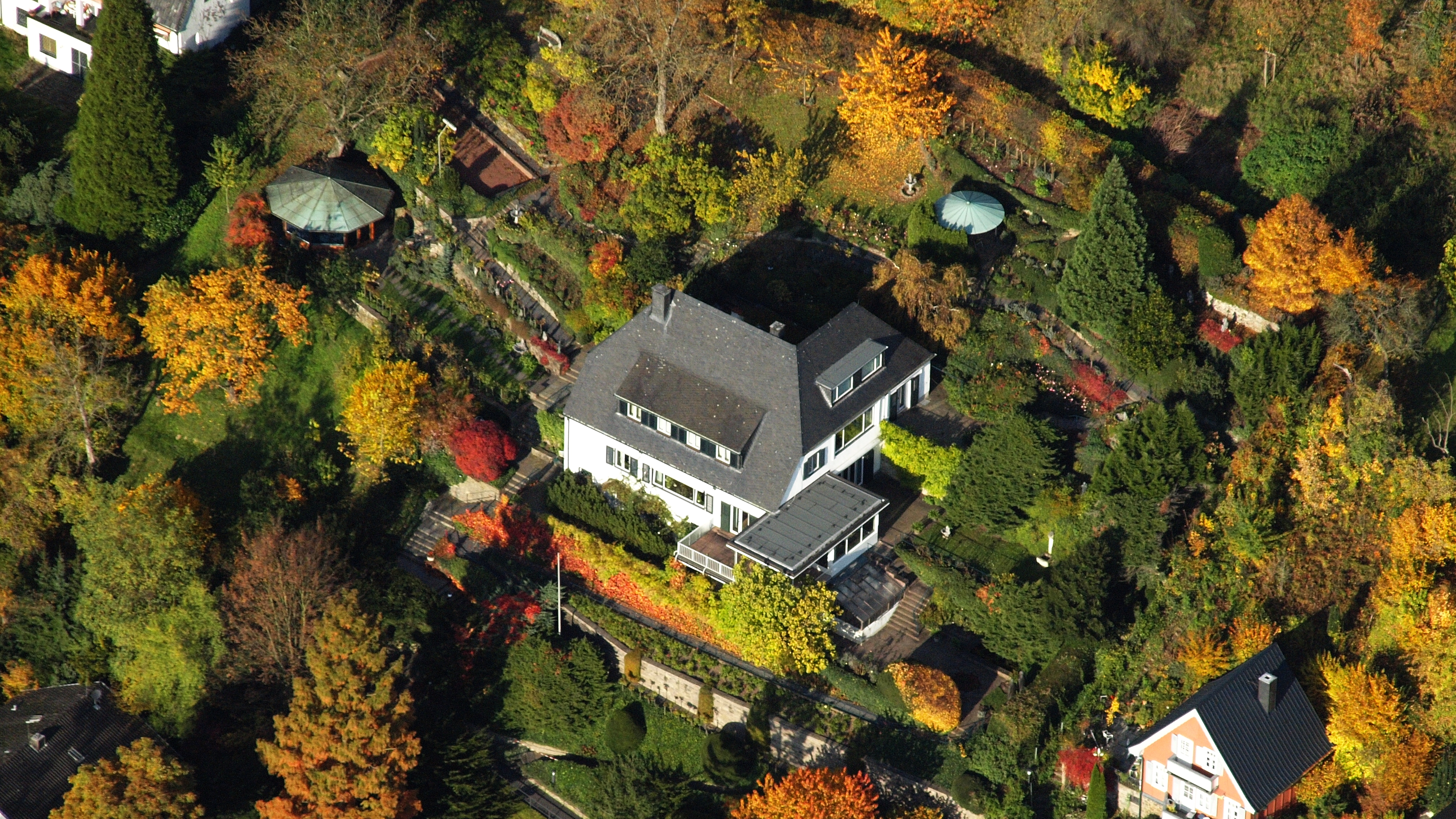
Maison Adenauer, vue aérienne

Konrad Adenauer s’installa pour la première fois à Rhöndorf au printemps 1935, après avoir été demis de sa fonction de maire de Cologne, à la suite des événements politiques d’alors en Allemagne. Il changea son lieu de résidence à plusieurs reprises avant de trouver à Rhöndorf, d’abord une maison de location pour lui et sa famille au 76, Löwenburgstrasse. L’indemnisation qu’il reçut à la suite de la confiscation de son ancienne maison de Cologne lui permit d’acquérir le terrain actuel, qui fut alors une vigne, sur le versant ouest du massif du Siebengebirge, accessible par la rue Zenningsweg 8c (aujourd'hui Konrad-Adenauer-Straße). Adenauer y fit construire une maison résidentielle pour accueillir sa famille nombreuse, d’après les plans de Ernst Zinsser, son beau-frère. Cette maison, que l’on peut visiter aujourd’hui, fut habitée par la famille Adenauer dès Noël 1937.

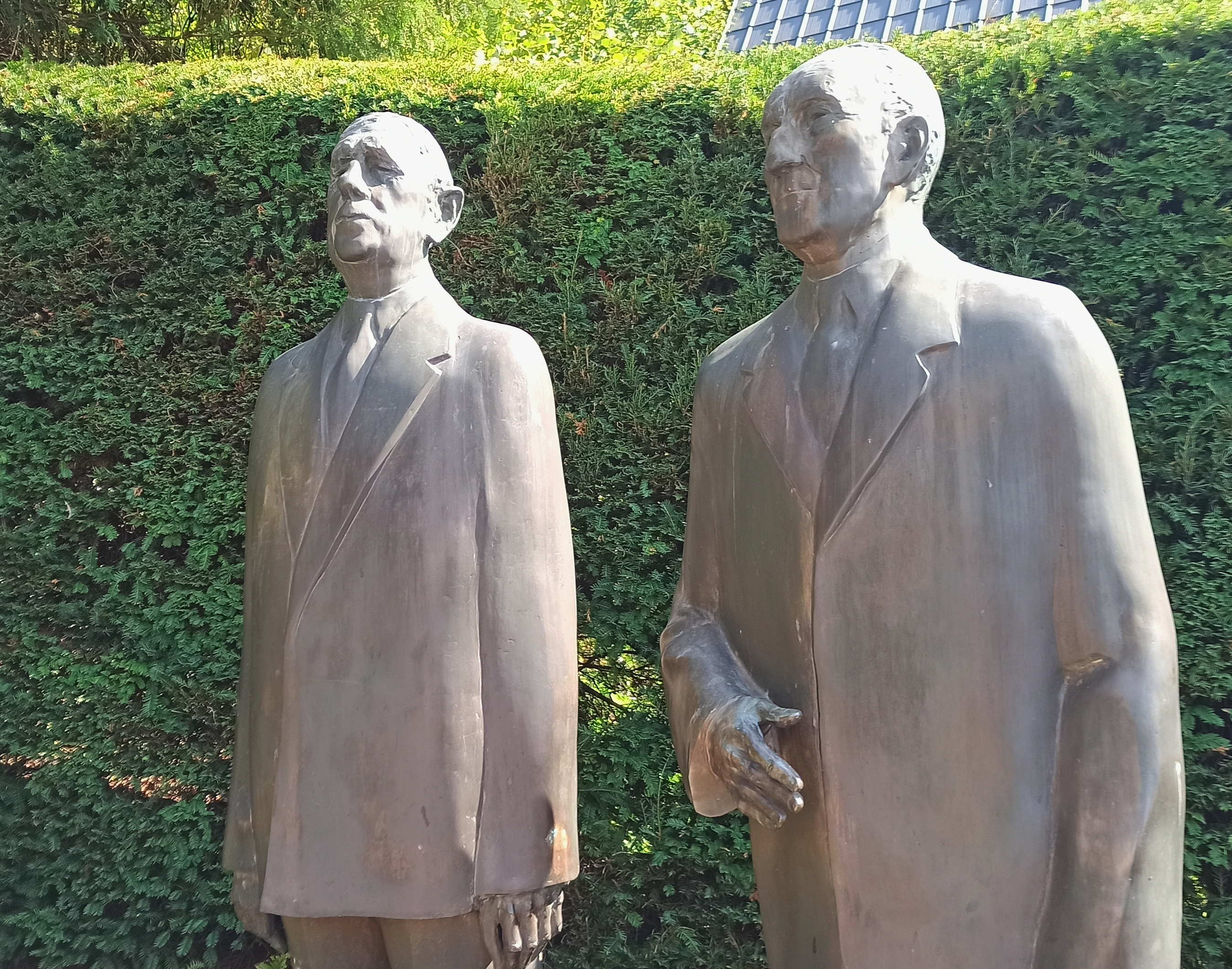
Statues De Gaulle et Adenauer au jardin de la Maison Adenauer à Rhöndorf

Après l’élection de Konrad Adenauer au poste de chancelier fédéral en 1949, un permis de construire fut établi pour adjoindre à la propriété un poste de garde, qui fut érigé à côté du garage.
Durant les années qui suivirent, la maison du chancelier ne fut pas seulement le centre de vie de ce dernier, mais l’endroit devint célèbre par plusieurs évènements importants, dont la visite, à deux reprises de Charles de Gaulle, président de la République Française. De Gaulle accueillit également le chancelier à son domicile de Colombey-les-deux-églises.
Le 19 avril 1967, Konrad Adenauer décéda dans cette maison de Rhöndorf. Il fut inhumé au Waldfriedhof (cimetière de la forêt) dans cette même localité de Rhöndorf. Le flot de visiteurs arrivant après les funérailles et l'intérêt constant porté à la vie d'Adenauer ont donné naissance au désir de préserver son dernier domicile en tant que lieu de mémoire. Dès décembre 1967, le domaine devint la propriété de la République fédérale d'Allemagne, qui s'engage en même temps à créer une fondation pour préserver la mémoire de Konrad Adenauer. Les premières visites de la maison ont commencé en 1970, au pied de laquelle un bâtiment de musée conçu par les architectes de Cologne Karl et Gero Band fut inauguré en 1975, dans lequel est installée une exposition permanente sur la vie d'Adenauer.
Le 24 novembre 1978, le parlement  du Bundestag a finalement adopté la « loi sur la création d'une fondation de la Maison du chancelier fédéral Adenauer ».
Le bâtiment du musée et son exposition permanente furent restaurés et modernisés à plusieurs reprises en 1997 et 2017. Le titre de l’exposition est « Konrad Adenauer 1876 bis 1967. Rheinländer, Deutscher, Europäer » (Konrad Adenauer 1876 à 1967, rhénan, allemand, européen).

## La maison Adenauer aujourd’hui
Outre les visites guidées, proposées gratuitement, la maison, son musée et le jardin accueillent divers événements, comme par exemple la fête à l'occasion des 60 ans de l'office franco-allemand pour la Jeunesse, qui s’est tenu le 10 septembre 2023,.